# Правовой режим конопли в Германии

Правовой статус каннабиса в Европе
----
Легальный для любого употребления
Легальный по рецепту врача
Нелегальный

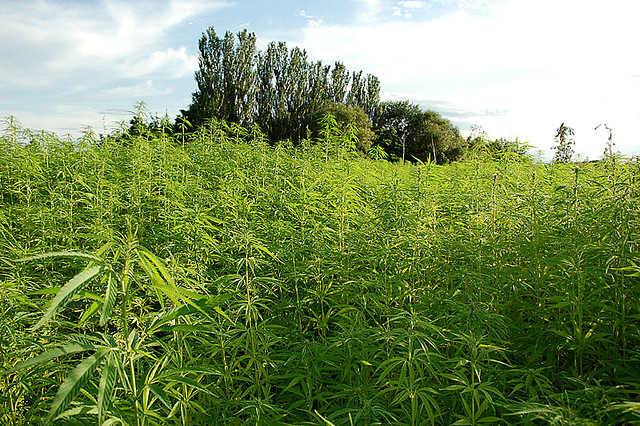
Ханфлабиринт Берлин 2009

Каннабис в Германии в 2024 году был легализован, в том числе для рекреационных целей, на определенных условиях. Германия стала девятым государством мира, где был принят соответствующий закон.

## Медицинский каннабис
Дронабинол был перенесён в 1994 году из приложения I в приложение II Закона о наркотиках (Betäubungsmittelgesetz), чтобы облегчить его исследования; в 1998 году дронабинол был перенесен из приложения II в приложение III, и с тех пор его можно отпускать по рецепту.
В феврале 2008 года семь немецких пациентов на законных основаниях лечились лекарственным каннабисом, отпускаемым по рецептам в аптеках.
4 мая 2016 года Кабинет министров Германии одобрил закон, разрешающий употребление каннабиса тяжелобольным пациентам, которые проконсультировались с врачом и «не имеют терапевтической альтернативы». Министр здравоохранения Германии Герман Грёэ представил правительству законопроект о легализации медицинского каннабиса, который вступил в силу 10 марта 2017 года. Лицензии выдаются Федеральным институтом лекарств и медицинских устройств компаниям для выращивания медицинского каннабиса. С марта 2017 года тяжелобольные могут получить каннабис по рецепту врача за счет медицинской страховки.

## Легализация для рекреационных целей
В Германии  1 апреля 2024 года, вступил в силу закон, легализующий потребление каннабиса. Каннабис исключается из списка запрещенных веществ в законе о наркотиках Германии, и взрослым разрешено хранить и выращивать для себя определенное количество. Совершеннолетним разрешено иметь с собой 25 граммов каннабиса (либо марихуаны, либо гашиша в чистом виде), или же до 50 грамм дома.
Кроме того, будет разрешено выращивать для личных целей на своем частном огороде до трех кустов конопли. Правда, для этого надо прежде объединиться с другими садоводами в своего рода клуб любителей каннабиса и получить разрешение местных властей и на разведение конопли, и на хранение самого наркотика. Клубы будут организованы по принципу товарищества или кооператива, не ориентированных на извлечение прибыли. То есть члены такого союза фактически будут покупать коноплю или гашиш сами у себя, максимум 50 граммов на члена клуба в месяц.
Можно курить каннабис в общественных местах, однако запрещено его употребление в радиусе 200 метров от входа в школы, детские сады, игровые площадки, молодежные и спортивные учреждения. Запрещено употреблять марихуану, находясь за рулем транспортного средства.

## Правоприменение

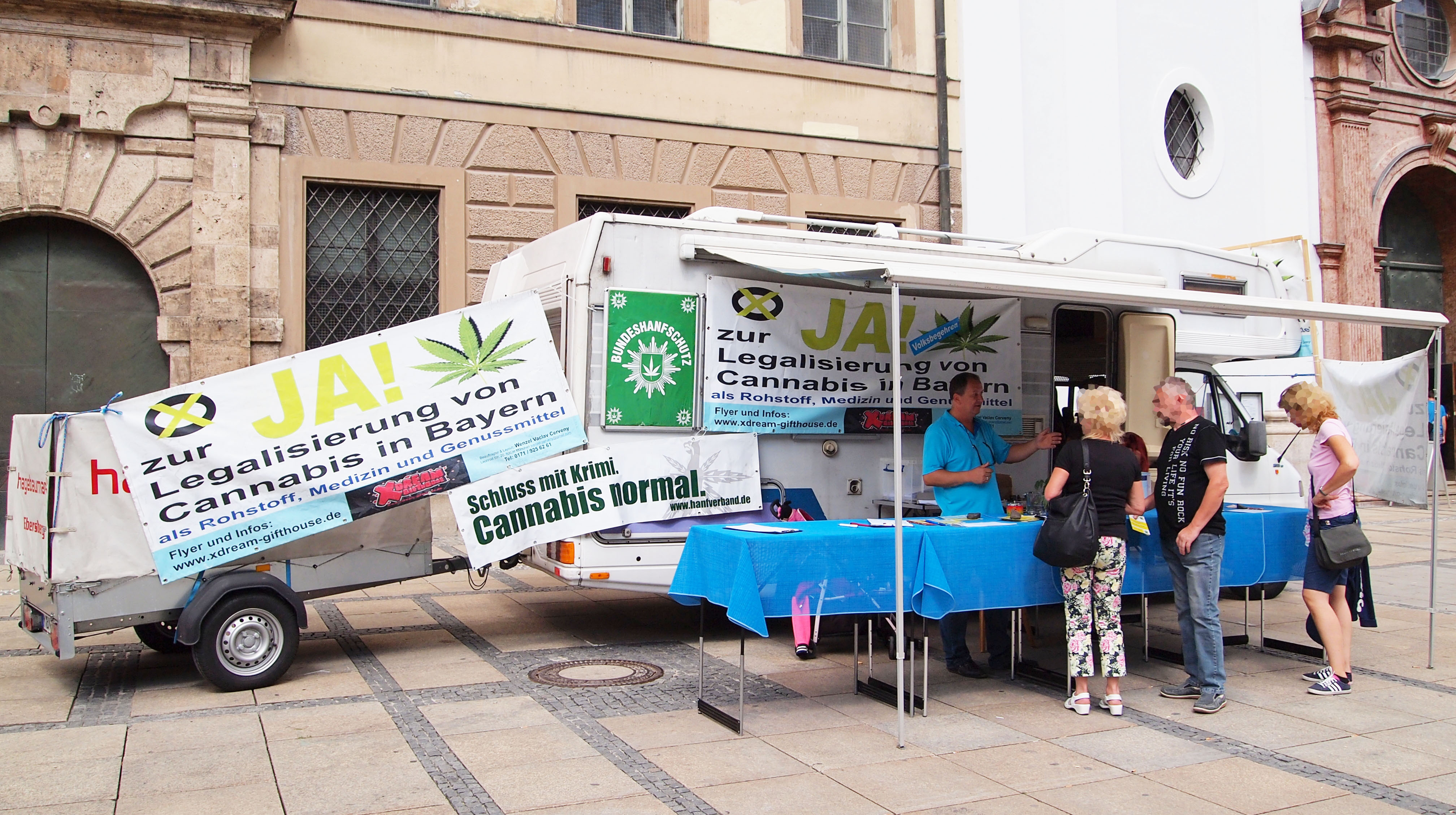
Стенд для легализации каннабиса в Мюнхене, 2014 г.

Немецкий закон о наркотиках (Betäubungsmittelgesetz) гласит, что от властей не требуется возбуждать уголовное дело за хранение «незначительного количества» любого наркотического средства, предназначенного для личного потребления, за исключением случаев «общественного интереса», то есть несовершеннолетних или употребления в государственной школе или государственной тюрьме. Определение «незначительное количество» варьируется от 6 граммов (0,21 oz) каннабиса в большинстве федеральных земель до 15 граммов (0,53 oz) в Берлине.
Согласно немецкому законодательству, употребление наркотиков само по себе не является незаконным: с юридической точки зрения это считается ненаказуемым самоповреждением. В юридических комментариях признается, что с юридической точки зрения можно употреблять наркотики, даже не купив их. Это имеет практический эффект, заключающийся в том, что положительный результат теста на наркотики не обязательно означает, что человек приобрел их незаконно.
Несмотря на то, что де-юре наказания нет, потребители могут быть оценены психологически на предмет их пригодности к вождению.

## Парад конопли

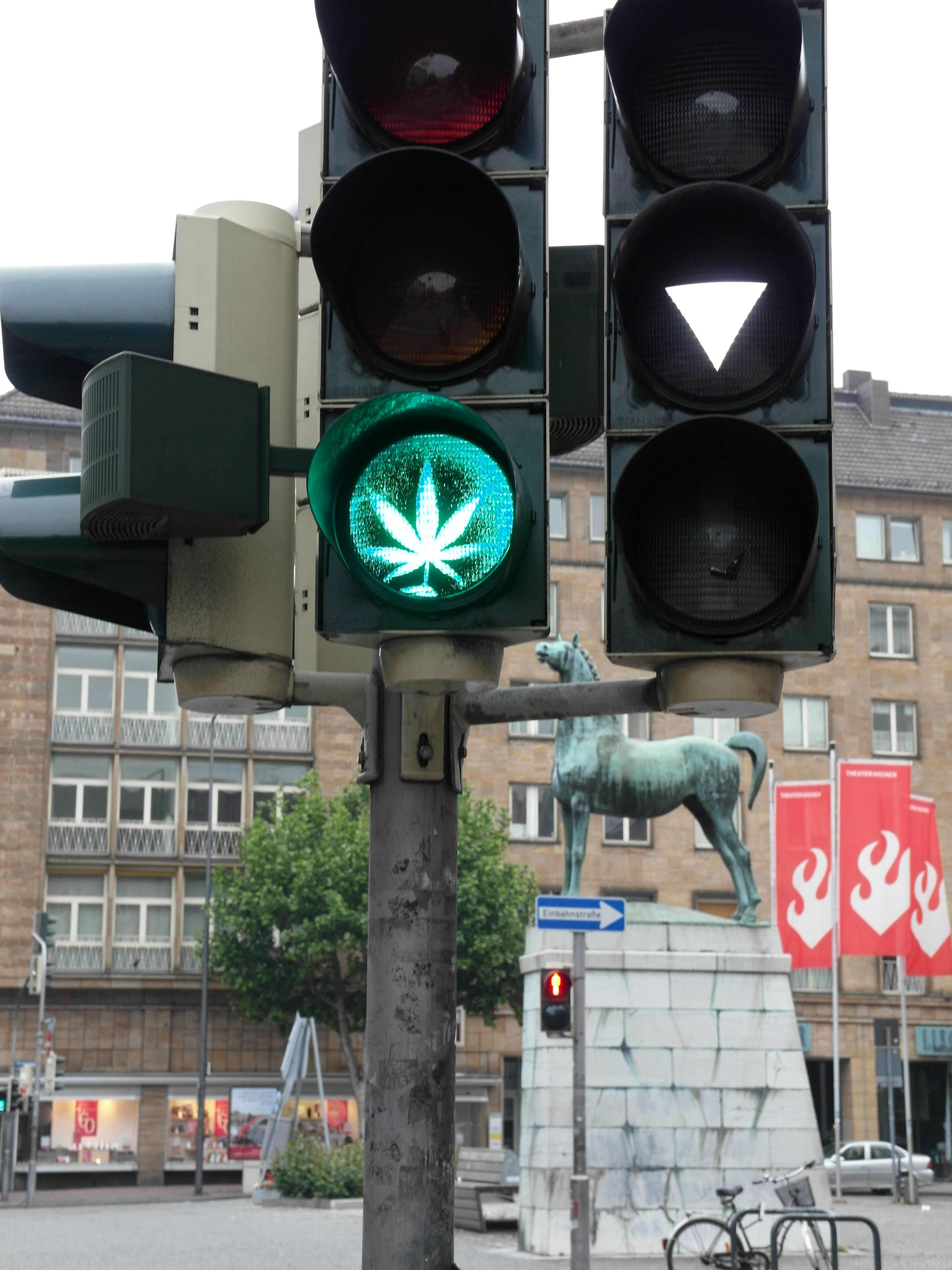
Трафаретное граффити в Аахене

Конопляный парад (англ. Hemp Parade) — демонстрация за легализацию марихуаны в Берлине. Он проводится каждый год в августе с 1997 года.

## Глобальный марш марихуаны
Глобальный марш марихуаны проводится в Германии с 2011 года и координируется Немецкой ассоциацией конопли (Deutscher Hanfverband).

## Музей конопли
Музей конопли был основан в Берлине в 1994 году.

## Пища из конопли
Непсихоактивные продукты, приготовленные из семян конопли (менее 0,2 % ТГК), распространены в немецких магазинах здорового питания, таких как Reformhaus. С конца 2010-х годов продукты и напитки из конопли стали широко доступны даже в обычных супермаркетах в некоторых городах, включая Берлин, а магазины здорового питания и аптеки, такие как Rossmann, начали продавать различные продукты содержащие ТГК, иногда включая каннабис без ТГК.

## Политика
Зеленые, Левые и Свободная демократическая партия хотят, чтобы правительство легализовало регулирование каннабиса для личного потребления. Они утверждают, что это поможет защитить взрослых потребителей от покупки каннабиса, содержащего другие вредные химические вещества. Они также считают, что покупка каннабиса на черном рынке стигматизирует обычных граждан, не позволяя им обращаться за помощью, если они в ней нуждаются, и увеличивает вероятность того, что они купят более сильные наркотики. Магазины каннабиса устранят этот риск и не позволят несовершеннолетним покупать наркотик с введением установленных законом проверок минимального возраста для покупки.